# 向風群島航空
向風群島航空（英語：Windward Islands Airways）简称，是荷属圣马丁一家国有航空公司，自1961年成立，总部位于朱丽安娜公主国际机场，共有7架飞机服务于10个小安的列斯群岛中背风群岛的航点。

## 另見
- 向風快運航空